# Kolonica
Kolonica (maďarsky Kiskolon, rusínsky Колоніця) je obec na Slovensku v okrese Snina. Žije zde 538 obyvatel.

## Dějiny
Nejnovější historické výzkumy datují vznik obce do roku 1549, kdy je obec zmíněna v souvislosti s majetkovým sporem. Obyvatelé se živili úrodou ze skromných polí. Řeckokatolická cerkev Nanebevstoupení Páně z roku 1844, která se v obci nachází, byla postavena na místě původní dřevěné cerkvy.

## Turistické zajímavosti
- Řeckokatolický, barokně-klasicistní chrám z roku 1843
- Astronomická observatoř Kolonické sedlo (v katastrálním území obce Ladomirov)
- Sportovně-turistický areál Bejvoč
- Naučná stezka - Cesta planet

## Fedor Hlavatý
Fedor Hlavatý byl rodákem z obce Ruská Volová. Byl vůdcem mnoha loupežnických družin v 15. století. Velký význam v období po potlačení hnutí bratříků uherským králem Matyášem Korvínem nabyla právě jeho družina, která byla na tehdejší podmínky dobře organizovaná. V družině působily i jeho bratři Danko a Vasko. Fedor jako kapitán dokázal vést téměř padesátičlennou družinu. Později byl chycen a popraven v Trebišově.